# Departamento de Economia da Universidade Federal de Viçosa
O Departamento de Economia é uma unidade integrante da Universidade Federal de Viçosa.

## História
Criado em 22 de setembro de 1975, no ano seguinte o curso de Ciências Econômicas começou a ser ministrado na universidade tendo sido reconhecido pelo MEC em 1980.
Inicialmente noturno, o curso passou a ter aulas durante o dia no ano de 1996.
Em 2006, o departamento passou a oferecer também o mestrado em Economia, na UFV.
Em 2011, o curso foi indicado como o segundo melhor do país de acordo com o ENADE.